# Gryżyna (Grande-Pologne)
Pour les articles homonymes, voir Gryżyna.
Gryżyna (prononciation : [ɡrɨˈʐɨna]) est un village polonais de la gmina de Kościan dans le powiat de Kościan de la voïvodie de Grande-Pologne dans le centre-ouest de la Pologne.
Il se situe à environ 8 kilomètres au sud-est de Kościan (siège de la gmina et du powiat) et à 44 kilomètres au sud de Poznań (capitale régionale).
Le village possédait une population de 360 habitants en 2005.

## Histoire
De 1975 à 1998, le village faisait partie du territoire de la voïvodie de Leszno.

Depuis 1999, Gryżyna est situé dans la voïvodie de Grande-Pologne.